# La Bouillonnaise
La Bouillonnaise is een Belgisch bier. Het wordt gebrouwen door Brasserie de Bouillon te Sensenruth, een deelgemeente van Bouillon.
La Bouillonnaise is een donker bier van hoge gisting met een alcoholpercentage van 7%. Het werd gelanceerd in 1998. Het etiket was klaar vóór het bier er was. Het is gebaseerd op een aquarel van Nathalie Louis (samen met Jacques Pougin eigenaar van de brouwerij) in uitdagende kledij, door kunstenaar Roswell.